# Kompolje, Sevnica
Kompolje so naselje v Občini Sevnica. V naselju, ki leži ob reki Savi, stoji cerkev sv. Mihaela. V neposredni bližini cerkve je nekoč stal dvor Kompole (Gimplhof), ki je prvič omenjen v 17. stoletju. 

## Izvor imena
Ime naselja verjetno izvira iz čaščenja staroslovenskega božanstva Svetovida, ki se je imenovalo kompalo ali kompole.